# Cantone di Beauville
Il Cantone di Beauville era una divisione amministrativa dell'arrondissement di Agen.
È stato soppresso a seguito della riforma complessiva dei cantoni del 2014, che è entrata in vigore con le elezioni dipartimentali del 2015.
Comprendeva i comuni di:
- Beauville
- Blaymont
- Cauzac
- Dondas
- Engayrac
- Saint-Martin-de-Beauville
- Saint-Maurin
- Tayrac